# Randolph Frederick Churchill

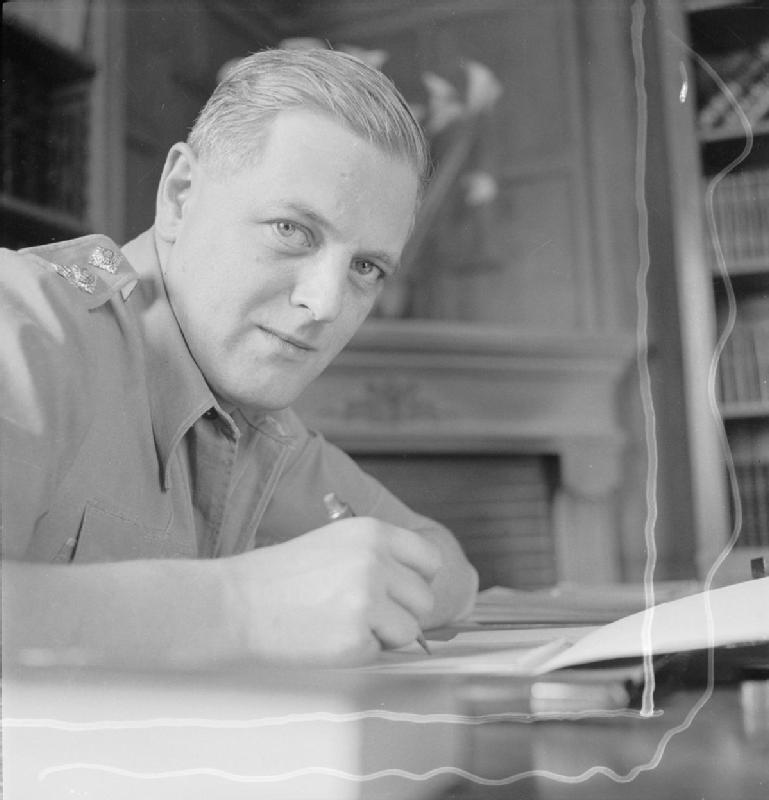
Randolph Frederick Churchill

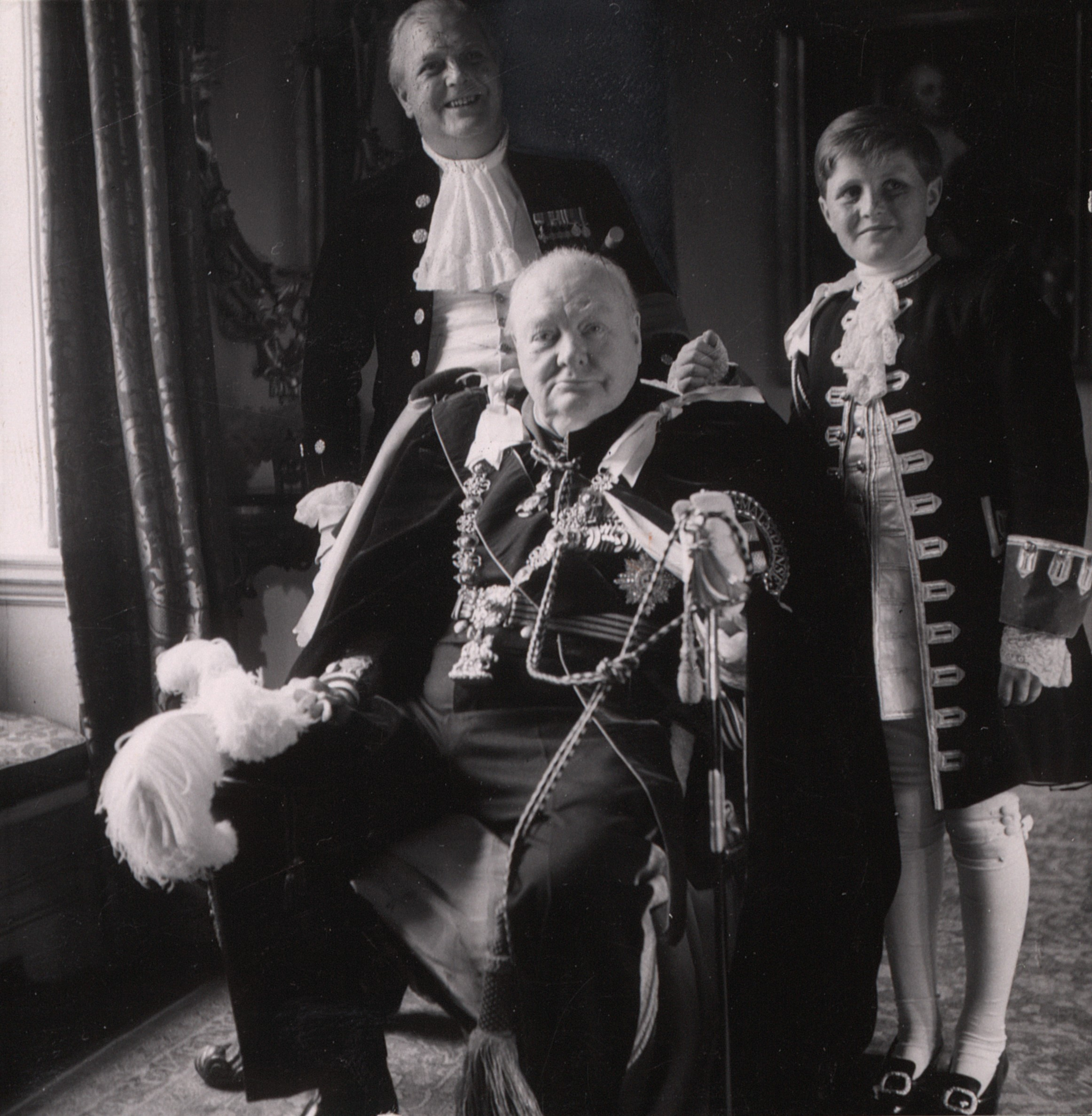
Randolph Churchill (links) mit seinem Vater und Sohn Winston an der Krönung von Königin Elisabeth II., 2. Juni 1953, Fotografie von Toni Frissell

Randolph Frederick Edward Spencer-Churchill (* 28. Mai 1911 in London; † 6. Juni 1968 in East Bergholt, Suffolk) war ein britischer Journalist und Politiker.

## Leben und Wirken
Randolph Churchill wurde 1911 als Sohn des späteren britischen Premierministers Winston Churchill und seiner Gattin Clementine im Haus seiner Eltern in der Londoner Bolton Street in Mayfair, London geboren. Er war das zweite von fünf Kindern und der einzige Sohn seiner Eltern.
Nach dem Besuch der Privatschule Eton und dem Studium am Christ Church College der University of Oxford, das er vorzeitig und ohne Abschluss verließ, begann Churchill, als Journalist zu arbeiten.
Als Journalist war Churchill unter anderem 1932 in Deutschland tätig, wo er auf Vermittlung seines Freundes Ernst Hanfstaengl die Wahlkämpfe Adolf Hitlers im Pressetross begleitete. Der zu dieser Zeit unternommene Versuch Randolphs und Hanfstaengls, in München eine Begegnung zwischen seinem Vater und Hitler zu arrangieren, scheiterte im letzten Augenblick.
In den 1930er Jahren war Randolph Churchill, der durch sein gutes Aussehen und seine sorgfältig ausgewählte Kleidung auffiel, einerseits ein landesweit bekannter junger „Dandy“, galt andererseits jedoch aufgrund seines exzessiven Alkoholkonsums, seiner „Unmanierlichkeit“ und seiner cholerischen Art in der besseren Gesellschaft als ein „Enfant terrible“.
1935 kandidierte Churchill bei einer Nachwahl in Liverpool Wavertree als unabhängiger Konservativer. Er sprach sich gegen die India Bill aus und „zweigte“ dem offiziellen konservativen Kandidaten Stimmen ab. So trug er zum Sieg des dritten Kandidaten bei, der der Labour-Partei angehörte. Sein Versuch, in den Herbstwahlen desselben Jahres für West Toxteth ins Unterhaus gewählt zu werden, diesmal als offizieller konservativer Kandidat, scheiterte ebenfalls. Auch sein dritter Anlauf, bei einer Nachwahl im Februar 1936, gegen Malcolm MacDonald, den Dominions Secretary der damaligen Koalitionsregierung, war nicht erfolgreich. Für seinen Vater, der sich damals um einen Kabinettsposten bemühte, bedeutete dies einen weiteren Rückschlag in einer langen Reihe von Niederlagen in dieser Zeit.
1940 gelang es Randolph Churchill schließlich, im Zuge des „Burgfriedens“ aller britischen Parteien für den Wahlkreis Preston ins Unterhaus einzuziehen. Seinen Sitz dort verlor er in der Wahl von 1945 wieder. Als Major der 4th Queen’s Own Hussars nahm Churchill als Stabsoffizier im Hauptquartier der Briten für den Nahen Osten am Krieg teil. Für den Special Air Service nahm er auch an Missionen im feindlichen Hinterland teil. 1944 wurde er zusammen mit Frederick Smith, 2. Earl of Birkenhead, und Evelyn Waugh im Zuge der Fitzroy-Maclean-Mission mit dem Fallschirm über Jugoslawien abgesetzt, um den einheimischen Partisanenführer Tito zu unterstützen.
In den folgenden Jahren arbeitete Randolph Churchill häufig als Journalist und berichtete für britische Zeitungen und Zeitschriften u. a. über die Beziehung Unity Mitford, der Cousine von Clementine Churchill, zu Hitler.

## Persönlichkeit
Churchill wird in praktisch allen Aussagen von Personen, die ihn kannten, als sehr launischer und temperamentvoller Mensch beschrieben. Bereits in seiner Jugend galt er als übermäßig redselig und altklug. John Colville, der Privatsekretär seines Vaters, nannte ihn rückblickend „one of the most objectionable people I have ever met“ (… eine der unangenehmsten Personen, die mir je begegnet sind).
Eine nicht unerhebliche Rolle im Zusammenhang mit Churchills notorischen Tobsuchtsanfällen wird dabei seinem schon in frühen Jahren einsetzenden, exzessiven Alkoholkonsum zugeschrieben. So pflegte er bereits als Achtzehnjähriger täglich mehrere doppelte Brandys zu trinken. Winston Churchill missbilligte die Laster des Sohnes, meinte aber resignierend: „Young people will do what they like. The only time parents really control their children is before they are born. After that their nature unfolds remorselessly petal by petal.“ („Junge Menschen tun, was sie wollen. Die einzige Zeit, in der Eltern ihre Kinder wirklich unter Kontrolle haben, ist vor ihrer Geburt. Danach entfaltet sich ihre Natur erbarmungslos Zug um Zug.“) Die Beziehung zu seinem Vater war lebenslang unruhig: Der ältere Churchill brachte seinem Sohn zwar stets uneingeschränkte Zuneigung entgegen, war aber auch häufig sehr über ihn verärgert.
Viele Churchill-Biographen, etwa William Manchester oder Christian Graf von Krockow, betonen zudem, dass Churchill Randolph zu sehr verwöhnt habe. So meinte Krockow mit Blick auf das Familienleben Churchills in den 1920er Jahren und dessen Unfähigkeit, Randolph „an die Kandare zu nehmen“: „Hier wird er eines Tages Sturm ernten.“
Randolph besaß zwar nicht die politische Begabung seines Vaters, war aber schon in jungen Jahren ein fähiger Autor und Redner. Zudem war er ein leidenschaftlicher, wenn auch mitunter hinderlicher Unterstützer der politischen Anliegen seines Vaters.
In den 1960er Jahren begann er, die als Mammutprojekt angelegte offizielle Biographie seines Vaters zu schreiben, deren erste beiden Bände er bis zu seinem Tod fertigstellen konnte. Die verbliebenen sechs Bände, die die Jahre 1914 bis 1965 abdecken, stellte schließlich sein Rechercheassistent Martin Gilbert fertig.
Es wird vielfach behauptet, dass Winston Churchill die Adelswürden ausschlug, um die Chancen seines Sohnes Randolph auf eine politische Karriere nicht zu vereiteln (seit 1911 war es Usus, dass britische Premierminister dem Unterhaus und nicht dem House of Lords entstammten). Eine Nobilitierung Winston Churchills hätte zur Folge gehabt, dass nach seinem Tode sein Sohn Randolph Churchill Mitglied des Oberhauses geworden wäre.
Randolph Churchill starb 1968 im Alter von 57 Jahren an einem Herzinfarkt.

## Familie
Randolph Churchill war zweimal verheiratet: in erster Ehe mit Pamela Digby (später bekannt als Pamela Harriman). Aus dieser Ehe ging der Sohn Winston Churchill hervor. Aus seiner zweiten Ehe stammte die Tochter Arabella Churchill.
Randolphs Patenonkel war der langjährige britische Außenminister Edward Grey, der zum Zeitpunkt von Randolphs Geburt gemeinsam mit Winston Churchill der Regierung angehörte.

## Werke
- What I Said About the Press (1957)
- The Rise and Fall of Sir Anthony Eden (1959)
- Lord Derby: King of Lancashire (1960)
- The Fight for the Tory Leadership (1964)
- Youth, 1874–1900 (1966, Biographie seines Vaters)
- Young Statesman, 1901–1914 (1967, Biographie seines Vaters)
- The Six Day War (1967) (deutsch: „...und siegten am siebenten Tag“ Scherz, München 1967)

## Rezeption
Peter Gabriel spielt in seinem Text des Liedes Games Without Frontiers von 1980 „Adolf builds a bonfire/Enrico plays with it“ (=„Adolf baut ein Lagerfeuer/Enrico spielt damit“) auf Zeilen aus Evelyn Waughs Tagebuch zum V-J Day „Randolph built a bonfire and Auberon fell into it“ (=„Randolph baute ein Lagerfeuer und Auberon fiel hinein.“) an.